# Cooking? Cooking!
Cooking? Cooking! (em coreano:  요리왕), é o primeiro EP da boy band sul-coreana Super Junior-Happy, lançado em 5 de junho de 2008 na Coreia do Sul, pela SM Entertainment. Também foi lançado em Taiwan, pela Avex Taiwan, em 11 de julho de 2008.

## Visão geral
Super Junior-Happy é o quarto subgrupo oficial do Super Junior, após Super Junior-K.R.Y., Super Junior-T, e Super Junior-M. O grupo fez sua performance de estreia em 7 de junho de 2008, durante o 2008 Dream Concert, apresentando seu single "Cooking? Cooking!". O EP homônimo, primeiro trabalho do grupo, foi lançado em 5 de junho de 2008, contendo cinco faixas, todas elas com temas e danças alegres, trazendo felicidade para os ouvintes. Com uma letra engraçada e brincalhona, a faixa-título, "Cooking? Cooking!", conta um episódio divertido, enquanto rapazes tentam comer a comida preparada pela namorada. O videoclipe da canção traz uma participação especial de Sunny, integrante do girl group Girls' Generation.
As demais faixas, como "Pajama Party", "You & I" e "Sunny", seguem a mesma linha quanto ao gênero alegre, no entanto, cada música difere quanto ao estilo, devido às sonoridades incorporadas em cada faixa diferente. "You & I" é influenciada pelo jazz moderno e pelo Swing enquanto "Sunny" é influenciada pela música disco. A última faixa, "Good Luck!!", é uma balada média, com harmonização vocal, que também inclui um breve desempenho a cappella.

## Lista de faixas
| N.º            | Título                                 | Letras                                | Música                 | Duração |  |
| 1.             | "Cooking? Cooking!" (요리왕; Yoliwang) | ROZ                                   | ROZ                    | 3:43    |  |
| 2.             | "Pajama Party" (파자마 파티)           | Lee Seung-ho                          | Park Hae-won           | 3:32    |  |
| 3.             | "You & I" (둘이; Dulli)                | Jin Sung, Ahn Eun-jin, Kwon Hyuk-sung | Lee Hee-sung, Jin Sung | 4:45    |  |
| 4.             | "Sunny" (꿀단지; Kkuldanji)            | Kim Jung-bae                          | Kenzie                 | 3:24    |  |
| 5.             | "Good Luck!!" (잘해봐; Jalhaebwa)      | ROZ                                   | ROZ                    | 3:33    |  |
| Duração total: | Duração total:                         | Duração total:                        | Duração total:         | 18:07   |  |

## Desempenho nas tabelas musicais
| Tabela                    | País          | Melhor posição | Vendas |
| ------------------------- | ------------- | -------------- | ------ |
| Hanteo Chart              | Coreia do Sul | 1              | –      |
| MIAK K-pop Chart          | Coreia do Sul | 4              | 24,013 |
| G-Music Combo Chart       | Taiwan        | 4              | –      |
| G-Music J-Pop/K-Pop Chart | Taiwan        | 1              | 21,02% |